# The Cult (album)
Albums de The Cult
Ceremony Beyond Good and Evil
The Cult, sorti en 1994 est le 6e album studio du groupe de rock anglais The Cult. Il suit la parution l'année précédente d'une compilation baptisée Pure Cult.
Craig Adams, ancien bassiste de The Sisters of Mercy et The Mission, a rejoint le groupe. Le disque est produit par Bob Rock qui joue également de la guitare sur certains titres.

## Liste des Pistes
1. Gone
2. Coming Down (Drug Tongue)
3. Real Grrrl
4. Black Sun
5. Naturally High
6. Joy
7. Star
8. Sacred Life
9. Be Free
10. Universal You
11. Emperor's New Horse
12. Saints Are Down